# The Riff
The Riff è un singolo del gruppo hard rock finlandese Lordi, pubblicato nel 2013 ed estratto dall'album To Beast or Not to Beast.

## Tracce
1. The Riff – 3:47